# وسط غرب الولايات المتحدة
وسط غرب الولايات المتحدة (بالإنجليزية: Midwestern United States)‏ كما يُعرف باسم الغرب الأوسط الأمريكي هو إحدى الأقاليم الجغرافية الأربعة التي حددها مكتب التعداد في الولايات المتحدة ويتألف من خمس ولايات هي: أوهايو، وعاصمتها مدينة كولومبس، وإنديانا وعاصمتها انديانابوليس، وإلينوي وعاصمتها سبرنجفيلد، وميشيغان وعاصمتها لانسينج، وويسكونسن وعاصمتها ماديسون، ومساحته (643,053) كيلومتراً مربعاً، وجملة سكانها في سنة (1408 هـ -1988 م)، (42,740,000)، ويعتبر أكبر أقاليم الولايات المتحدة سكاناً.

تتفاوت التعريفات المناطقية المححدة للمنطقة بعض الشيء بين المصادر. تعكس هذه الخريطة وسط غرب الولايات المتحدة وفقاً لتعريف مكتب التعداد الوطني، وهو التعريف المعتمد من قبل عدد كبير من المصادر.

## الموقع
تحده من الشمال البحيرات العظمى حيث الحدود المائية الكندية ومن الجنوب ولايتا كنتاكي وميسوري، ومن الشرق ولايتا بنسلفانيا ووست فرجينيا، ومن الغرب ولايتا منسوتا، وليو، ويشكل الإقليم ظهير المنطقة الصناعية بالبحيرات العظمى، ويبرز وشمالي شرقي وسط الولايات المتحدة ويطل على البحيرات العظمى أكبر مسطح مائي عذب.

## الأرض
تتميز أرض هذا الإقليم بتنوع في البنية الجيولوجية، وأسفر عن هذا ثروة معدنية ضخمة، والأرض عبارة عن السفوح الغربية لجبال الأبلاش تنحدر تدريجياً نحو الغرب إلى السهل الأوسط والسهول المحيطة بالبحيرات العظمى، متموجة تتخللها بعض التلال وتنصرف مياه هذا الإقليم إلى البحيرات العظمى ثم إلى الأطلنطي، ويتمتع هذا الإقليم بوفرة المجاري المائية التي منحته إمكانيات هائلة في توليد الطاقة الكهربائية، كما وفّرت المجاري المائية شبكة من المواصلات، وتشرف هذه المنطقة على بحيرات إيري، وهورن، وميشيغين، وسوبيريور، وقد أعطاها هذا إطلالة عظيمة على أربع بحيرات من البحيرات الخمس، ويشكل هذا الامتداد أشباه جزر بين هذه البحيرات مما أثر في الأحوال المناخية.

## المناخ
ينتمي إلى الطراز القاري الرطب، يتميز بصيف دافئ، والشتاء بارد، ويتعرض لموجات من الرياح الباردة القادمة من الشمال، وتزداد الأمطار في فصل الصيف، وتسقط الأمطار في الشتاء والاعتدالين، والنبات الطبيعي يتمثل في الغابات المخروطية والنفضية.

## السكان والنشاط السكاني
يبلغ عدد سكان هذا الإقليم 42,7 مليون نسمة، ويتمثل النشاط البشري في الزراعة، وأهم الحاصلات الذرة وفول الصويا والقمح والبنجر والتفاح والعنب وأنواع متعددة من الخضر، وتغطي الغابات مساحة كبيرة من أراضي هذا الإقليم، وتضم أوهايو كميات كبيرة من الفحم والحجر الجيري والبترول والغاز الطبيعي ويستخرج الحجر الجيري من ولاية انديانا، ويستخرج البترول من ولاية ولاية إلينوي، وفي ولاية ويسكونسن العديد من الصناعات الثقيلة وتنتج حوالي (30 ) صنفاً إلى جانب الصناعات الخفيفة، وصقل المعادن والصناعات الغذائية، وتعتبر وسائل النقل أبرز صناعات ميشيجان وإلى جانبها الآلات والصناعات الكيميائية والأسمنت والورق والأثاث والأغذية وصناعة الحديد.